# ビーネン音楽院
ビーネン音楽院（ビーネンおんがくいん、Bienen School of Music, 正式名称Henry and Leigh Bienen School of Music）は、ノースウェスタン大学所属の音楽院。1895年創設。所在地はイリノイ州エバンストン。
| スタブアイコン | サブスタブ | この項目は、まだ閲覧者の調べものの参照としては役立たない、クラシック音楽に関連した書きかけの項目です。この項目を加筆・訂正などしてくださる協力者を求めています（P:クラシック音楽/PJ:クラシック音楽）。 |